# Замок Хоустник
Замок Хоустник (чеш. Hrad Choustník) — практически разрушенный готический средневековый замок Рожмберков в районе Табор Южночешского края, основанный в XIII веке. Замок расположен на одноимённой горе, возвышаясь над одноимённым селением юго-восточнее Табора. Единственный «двойной» замок в Чехии. Руины замка открыты для посещения туристов, а на одной из башен устроена смотровая площадка.

## История замка

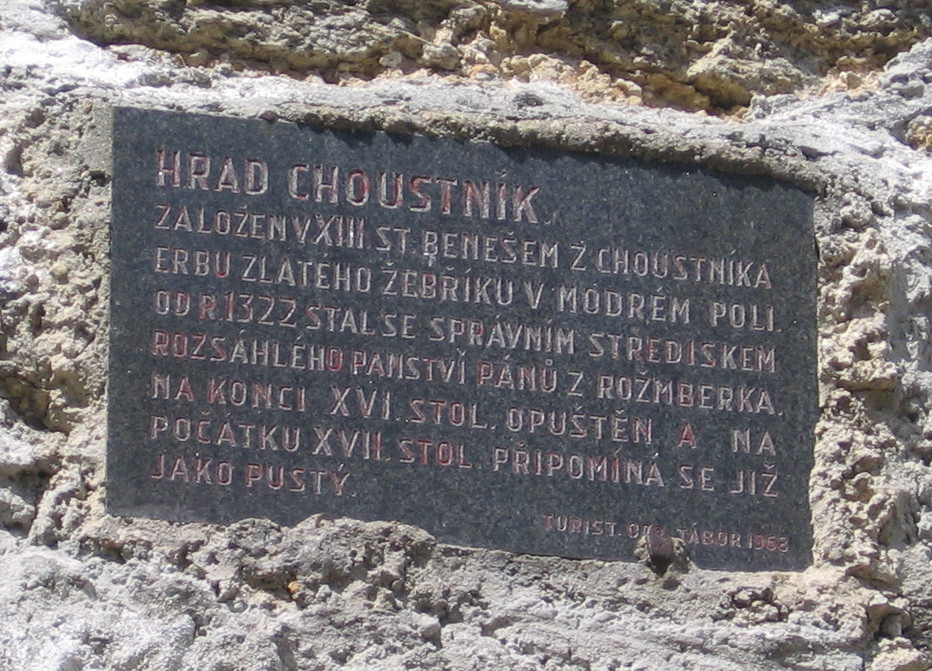
Информационная табличка на стене замка. Надпись гласит: «Замок Хоустник. Заложен в XIII веке Бенешем из Хоустника герба золотой лестницы в синем поле. В 1322 году стал административным центром обширного панства панов из Рожмберка. В конце XVI века был покинут, а в начале XVII века упоминается уже как опустевший»

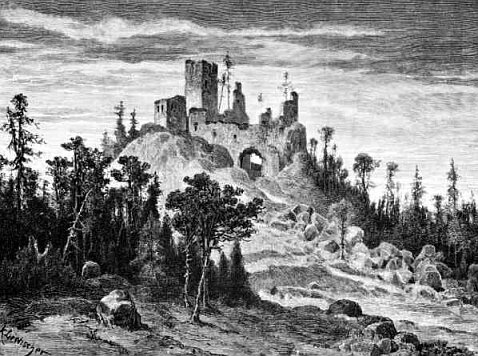
Карел Либшер. Замок Хоустник. XIX век

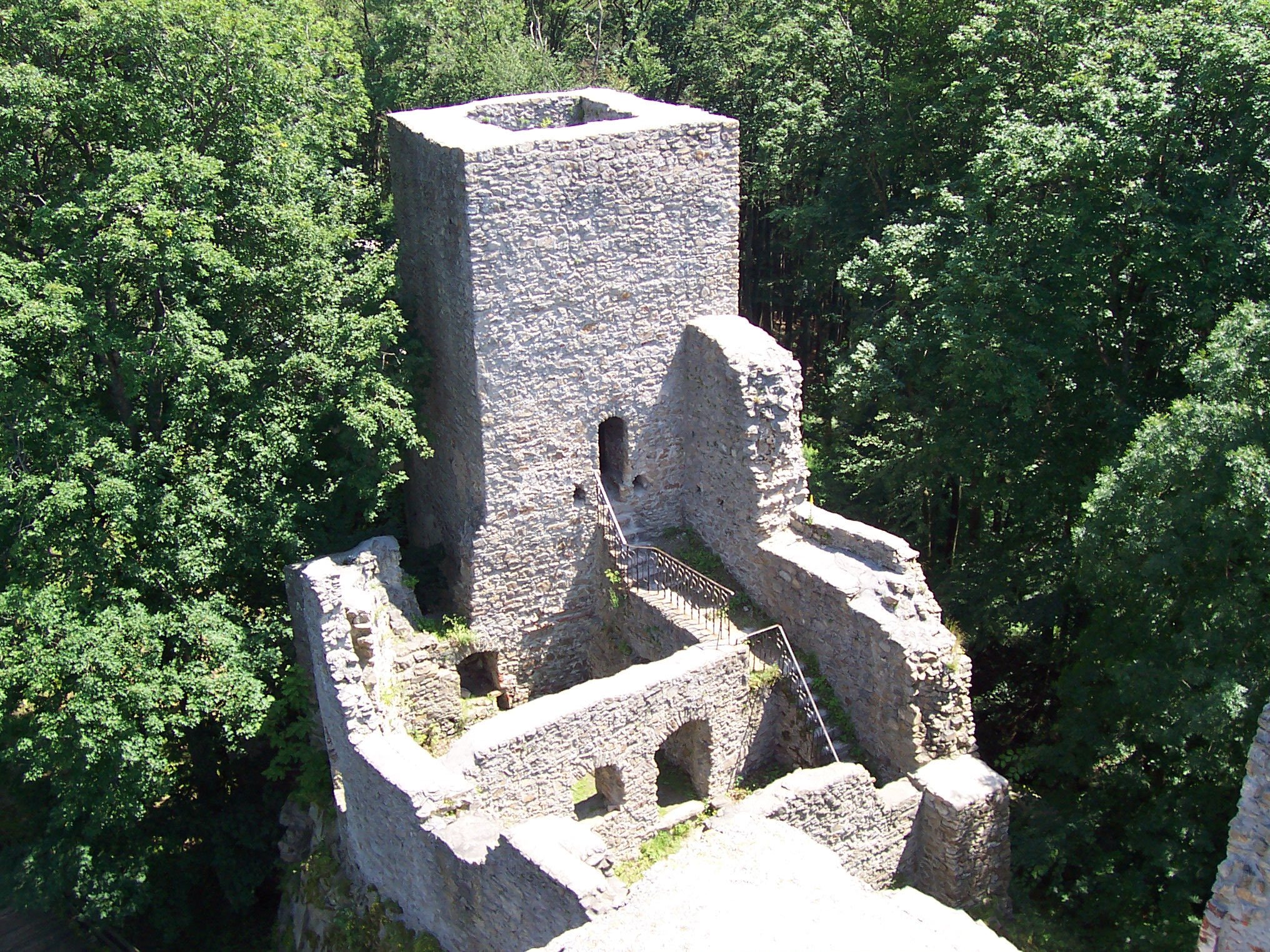
Одна из башен замка

В 1262 году чешский феодал Бенешем из Хоустника, сын Грознаты из Подебрад, выменял у короля Пршемысла Отакара II владения в районе Хиновского кряжа к юго-западу от Собеслава на границе с южночешским доменом Витковичей на свои подебрадские поместья. В последующие два десятилетия на высоком холме вблизи дальнего пути из района Виторазско до Праги был заложен небольшой замок бергфридного типа. Бенеш впервые упоминается с предикатом «из Хоустника» (Benessius de Huznich) в одной из грамот Витковичей 1282 года. Очевидно, именно в это время замок был уже большей частью построен и заселён.
После смерти Бенеша из Хоустника замок унаследовали двое его сыновей — Бенеш II и Ян. Первоначально братья вместе управляли унаследованным панством, однако вскоре размер и устройство замка перестали отвечать запросам двух аристократов. Поскольку экономическое состояние Хоустницкого панства в тот момент видимо не позволяло возвести вторую укреплённую резиденцию, паны из Хоустника решили расширить отцовский замок не совсем обычным образом, перестроив его в так называемый «двойной» или «разделённый замок» (чеш. dvojhrad, нем. ganerbenburg). В частности, к передней части восточного бастиона была пристроена вторая призматическая башня несколько меньших размеров.

### В составе рожмберкского панства
Впоследствии замок всё же стал тесен для двух сыновей Бенеша I и 1322 году они уступили Хоустницкое панство вместе с замком высочайшему коморнику Петру I из Рожмберка в обмен на имения в восточной Чехии в районе современной общины Хоустниково-Градиште (район Трутнов). В договоре мены, подписанном 28 апреля 1322 года в замке Пршибенице, указывалось, что паны из Хоустника владеют «замком, между ними разделённым».
При Рожмберках замок потерял значение панской резиденции и стал местом пребывания бургграфа, управлявшего Хоустницким панством от лица рожмберкского пана. Замок был существенно укреплён и стал опорной точкой на границе их обширнейших владений. Именно при Рожмберках замок приобрёл свой окончательный вид, в котором частично сохранился до наших дней. При разделе рожмберкских владений между сыновьями Петра I из Рожмберка в 1374 году Хоустник достался Ольдржиху I из Рожмберка.
Хоустницкое панство управлялось бургграфом замка Хоустник, подчинявшимся непосредственно рожмберкскому пану. До нас дошли имена двух бургграфов XIV века: один из них, Крас, известен благодаря отрывку его хозяйственно-учётной документации 1375 года, другой — Яначек, занимавший свою должность между 1383 и 1407 годами, был упомянут в завещании Ольдржиха I в 1390 году. Кроме того, сохранились фрагменты хозяйственных документов Яначека, датируемые 1387 и 1390 годами. Бургграф Хоустника осуществлял на территории панства, помимо военных и административно-хозяйственных, ещё и определённые судебные функции.
Замок Хоустник, помимо выполнения оборонительных и административных функций, иногда использовался и в качестве тюрьмы. К примеру, во время гуситских войн пан Ольдржих II из Рожмберка содержал в замке пленённых таборитских проповедников и священников.
В 1563 году замок был перестроен.

### Пустующий замок
Замок находился во владении панов из Рожмберка до 1597 года, когда обременённый долгами Петр Вок из Рожмберка продал богатое Хоустницкое панство Йиржи Хомуту из Гарасова, при котором замок пришёл в полное запустение. В 1614 году в завещании Йиржи Хомута Хоустник упоминается уже как пустующий замок. От Йиржи Хомута Хоустницкое в 1616 году панство унаследовала его дочь Зузана, бывшая замужем за Яном Черниным из Худениц. Один из их потомков, Гержман Вацлав Чернин, в 1673 году уступил панство своему кредитору графу Иоганну фон Шпорку.
В 1706 году Хоустницкое панство в результате брака перешло к Карлу Йосефу Ворачицкому из Пабениц, семье которого панство принадлежало до 1838 года. Хоустницкое панство и замок унаследовала вдова последнего из рода Ворачицких — Элишка, урождённая Вратиславова из Митровиц, от которой в 1843 году замок перешёл к её брату Евгению Вратиславу Нетолицкому из Митровиц (1786—1867). После него замок перешёл в собственность чешской ветви французского рода де Роган.

## Описание замка

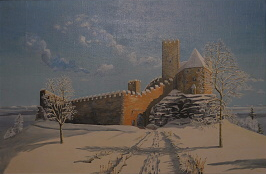
Любомир Герц. Замок Хоустник

Развалины замка расположены на горе Хоустник высотой 670 метров. Первоначально это было простое оборонительное сооружение бергфридного типа, выстроенное на скальном блоке в наивысшей точке горы. В несимметрично загнутых стенах, воспроизводящих периметр скалистого узла, на северной стороне был воздвигнут четырёхгранный и видимо четырёхэтажный бергфрид с шириной стен 7,8 метра. Толщина стен первого этажа бегфрида составляла 2,5 метра. Доступ в бергфрид находился на западе через галерею наружной стены на уровне второго этажа. Небольшой арочный вход обычной формы был укреплён запором, следы которого можно различить и сейчас. Сохранившийся до наших дней вход в первый этаж бегфрида является вторичным, он был проделан позднее взамен первоначального.
Кроме входного портала во втором этаже было узкое щелевидное оконце, выходящее во двор в сторону юга.